# Tomasz Radziszewski (gitarzysta)
Tomasz Radziszewski (ur. 1968) – gitarzysta, wokalista grup Pio Szorstkien, Świetliki oraz Trupa Wertera Utrata. Żonaty, ojciec trójki dzieci. Ukończył II Liceum Ogólnokształcące im. Króla Jana III Sobieskiego w Krakowie oraz filmoznawstwo na Uniwersytecie Jagiellońskim. Mieszka w Krakowie.